# Xinhua

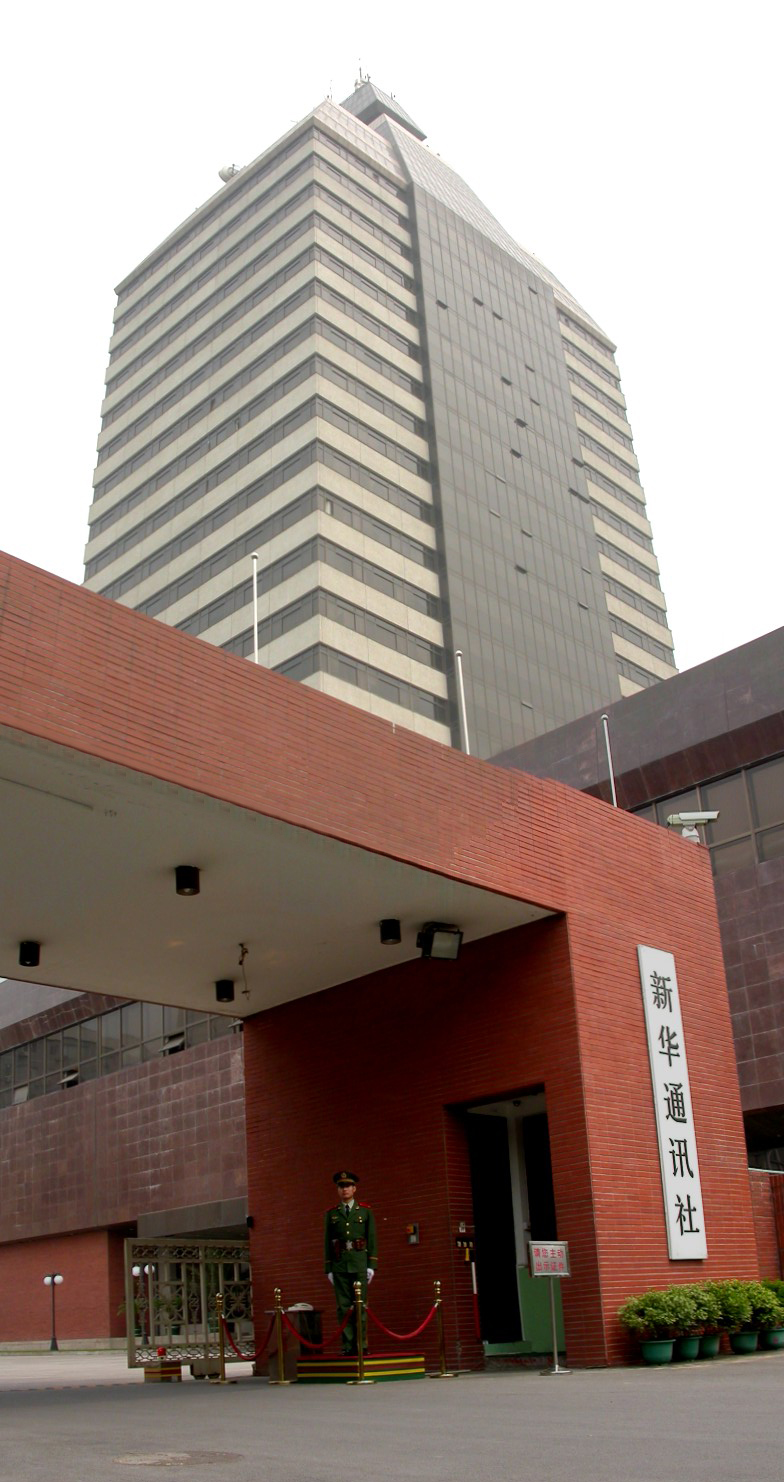
Seu central de Xinhua a Pequín.

L'Agència de Notícies Xinhua (xinès simplificat: 新华社; xinès tradicional: 新華社; pinyin: Xīnhuá shè; literalment : « Grup Xina nova », generalment anomenada « Agència Xina nova »), és l'agència de notícies oficial del govern de la República Popular de la Xina i la més gran del país.
Depèn del Consell d'Estat de la República Popular de la Xina. Els crítics d'aquesta la consideren un instrument de propaganda de l'estat. Reporters sense fronteres l'ha qualificada com la major agència de propaganda del món.
La seva situació de privilegi en l'entramat polític xinès fa que posseeixi més de 10.000 empleats, 31 oficines a la Xina i 107 a l'estranger. La majoria dels mitjans de comunicació xinesos han de recórrer als seus serveis, en no disposar de corresponsals ni a l'interior ni a l'exterior. Xinhua és una editorial i una agència de notícies, que posseeix més de 20 diaris i una dotzena de revistes, i té edicions en set idiomes: xinès, anglès, espanyol, francès, rus, àrab i japonès.
La progressiva reducció de les ajudes estatals, que han quedat en el 40% dels costos, ha obligat Xinhua a buscar alternatives de finançament amb serveis en relacions públiques, construcció i serveis d'informació empresarial.
L'agència va començar la seva marxa al novembre de 1931 amb el nom de Nova Agència de la Xina Roja i va canviar la seva denominació a l'actual en 1937. La seu central es troba a Pequín i va establir la seva primera oficina a l'exterior en 1948.